# Plymouth
|  | Per a altres significats, vegeu «Plymouth (desambiguació)». |

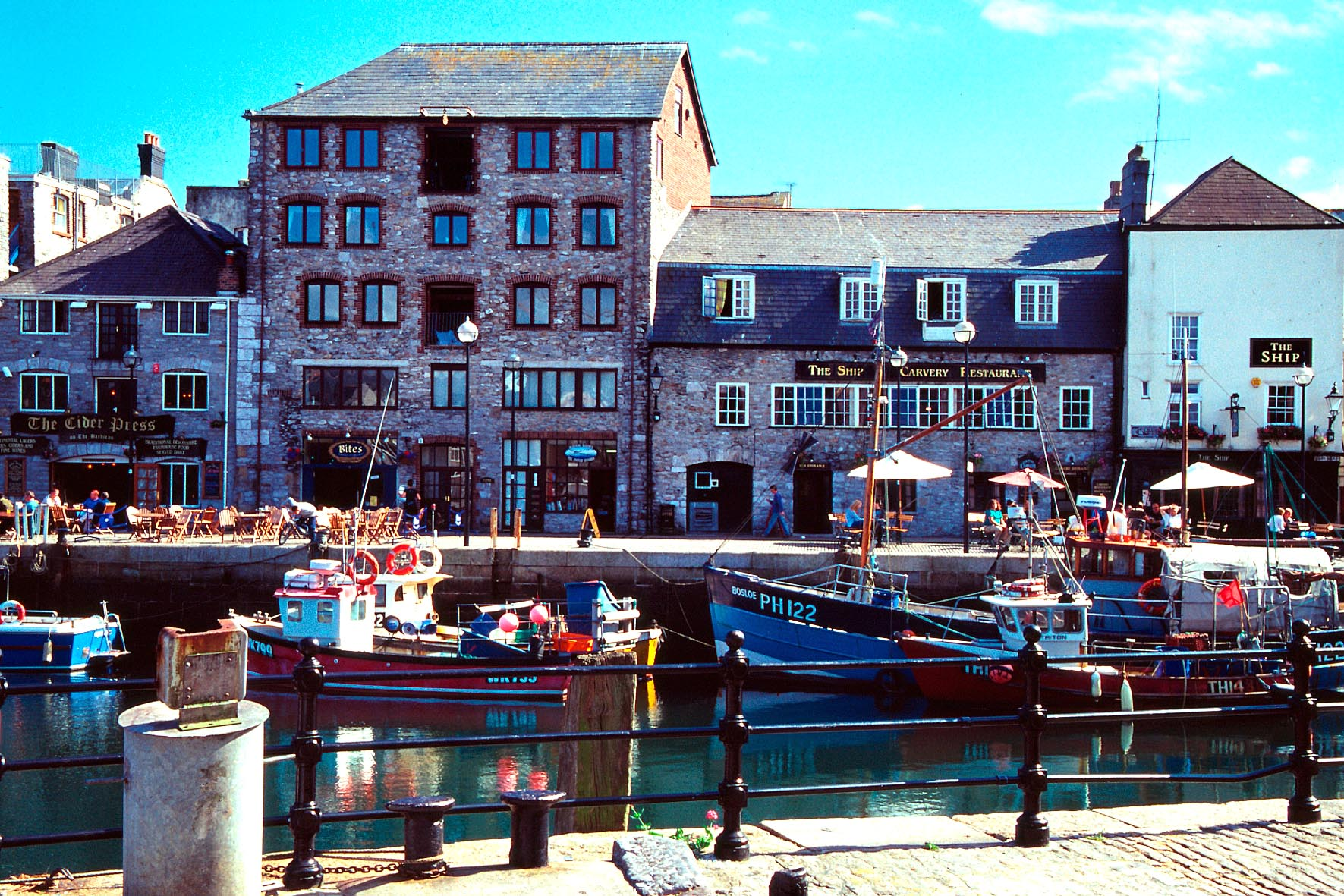
Port de Plymouth.

 Plymouth  (AFI [ˈplɪməθ]) és una ciutat del comtat de Devon, al sud-oest d'Anglaterra. Té una població de més de 250.000 habitants. Es troba entre el riu Plym i el riu Tamar, i és part d'un dels més grans i espectaculars ports naturals en el món. La ciutat té un ric passat marítim i va ser una de les més importants bases del Regne Unit. A causa d'això va ser un objectiu principal per a la Luftwaffe durant la Segona Guerra Mundial.
Té una línia de ferri que la connecta amb la ciutat de Santander, a Espanya.

## Demografia
L'agost del 2009, l'Office for National Statistics (secretària nacional del Regne Unit d'estadístiques) va estimar que l'autoritat unitària de l'àrea poblacional de Plymouth a mitjans del 2008 era de 252.800;
12.080 més persones que en l'últim dels censos del 2001, la qual cosa indica que Plymouth va tenir una població de 240.720. La mitjana de persones per habitatge era de 2,3 persones.
A la dreta es mostra una gràfica mostrant el canvi en la població de la ciutat des de 1807. La població va créixer ràpidament durant la segona meitat del segle xix, però disminueix en més d'un 1,6% del 1937 al 1951. El valor afegit brut a Plymouth (una mesura presa per la seva economia) va ser de £ 3.501 milers de milions el 2004 cobrint aproximadament un quart de l'economia de Devon.
El seu valor afegit brut per capita va ser de £ 14.327, i comparat a la mitjana nacional que és de £ 17.115, aquest és £ 2.788 més baix. La taxa d'atur de Plymouth va ser de 5,7% va entrar gener-desembre del 2008, la qual cosa és 1,6% més alta que la mitjana del sud-oest d'Anglaterra i és igual a la mitjana per Gran Bretanya (Anglaterra, Gal·les i Escòcia).
Al temps del cens del 2001 al Regne Unit, la composició tècnica de Plymouth va ser 98,4% blancs, amb la més gran minoria sent xinès en 0,3%.

## Esport
Plymouth té un equip de futbol, es diu Plymouth Argyle Football Club. Juga a la Football League Championship d'Anglaterra. La ciutat també té equips de rugbi (Plymouth Albion RFC) i bàsquet (Plymouth Raiders). A Plymouth hi va néixer el 21 de maig de 1994 la gran promesa en salt Thomas Daley que amb només 13 anys es va convertir en campió europeu de plataforma al març de 2008 a Eindhoven, i va participar amb només 14 anys en els jocs olímpics de Pequín 2008 sent l'esportista anglès més jove de la història. En aquesta cita esportiva va acabar en el vuitè lloc en la prova de salt sincronitzat des de la plataforma de 10 metres juntament amb Blake Aldridge arribant a un total de 408.48 punts i setè individual amb un total de 463.55 punts aconseguint així fer-se un lloc en les memòries olímpiques

## Personatges il·lustres
- Sir Francis Drake (1540 – 1596), marí.
- Sir George Arthur (1784 – 1854).
- Robert Falcon Scott (1868 – 1912), explorador.
- Isaac Foot (1880 – 1960), polític.
- Frank Bickerton (1889 – 1954), explorador.
- Michael Foot (1913 – ...), polític.
- Beryl Cook (1926 – 2008), pintora.
- Donald Woods Winnicott (1896 – 1971), Pediatre - Psicoanalista.